# ألمانيا الصغرى
إن مصطلح «ألمانيا الصغرى» (الألمانية: كلاينديشلاند، في مقابل «ألمانيا الكبرى») يرتبط أساسًا بألمانيا دون النمسا. في القرن التاسع عشر، كان جزء من الإمبراطورية النمساوية ينتمي إلى الاتحاد الألماني. في الحقبة الثورية 1848-1850، نوقش ما إذا كانت النمسا أو جزء من النمسا يمكن أن يتم ضمه إلى دولة فيدرالية ألمانية جديدة. في 1867-1871، أصبحت «ألمانيا الصغرى» حقيقة واقعة: دولة فيدرالية تحت قيادة بروسيا وبدون النمسا. بعد ذلك، فقد المصطلح أهميته لأنه منذ ذلك الحين يتم تعريف «ألمانيا» على أنها ألمانيا الصغرى. 
بقي المصطلح الآخر، ألمانيا الكبرى، مستخدمًا لأولئك الذين سعوا إلى دمج النمسا أو الأجزاء الناطقة بالألمانية في النمسا في ألمانيا. أصبحت هذه قضية سياسية في أعقاب الحرب العالمية الأولى ثم مرة أخرى في 1938-1945. خلال الحرب الباردة، عندما تم تقسيم ألمانيا، كانت ألمانيا الموحدة تسمى «Gesamtdeutschland». 

## التطور في العصر الثوري

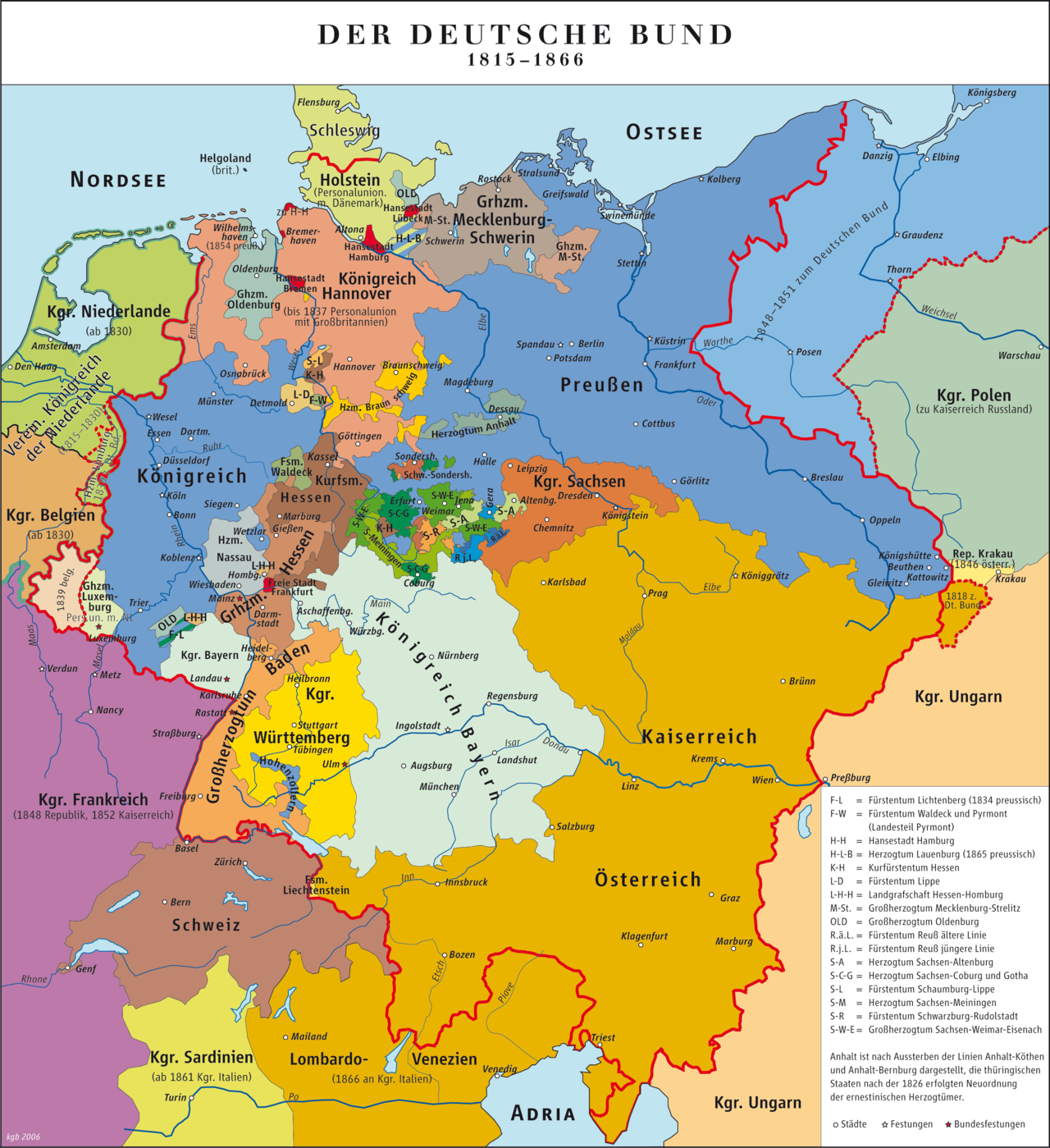
خريطة الاتحاد الألماني، 1815-1848 و 1851-1866

منذ عام 1815، كانت الدول الألمانية تنتمي إلى الاتحاد الألماني. تم تعريف أراضيها بشكل أساسي بعد الإمبراطورية الرومانية المقدسة. ينتمي بعض الدول الأعضاء إلى الاتحاد فقط مع جزء من أراضيها، مثل بروسيا وخاصة النمسا. كانت المنطقة الواقعة داخل الاتحاد تسمى Bundeszugehörig (تنتمي إلى الكونفدرالية)، أما البوندسفرد الآخر (الأجنبي إلى الكونفدرالية). كان البوندسجيبيت (الإقليم الفيدرالي = إقليم داخل حدود الاتحاد) محميًا بموجب الأحكام العسكرية للاتحاد الألماني. 
في مارس 1848، اندلعت الثورة في ألمانيا ودول أوروبية أخرى. انتخبت الجمعية الفيدرالية، وهي الجهاز الوحيد للاتحاد الألماني، جمعية وطنية لوضع دستور لدولة فيدرالية ألمانية. كما أنشأت الجمعية الوطنية الألمانية رئيسًا مؤقتًا (عم الإمبراطور النمساوي) وحكومة. في البداية، كان من المقبول عالميًا أن تكون أراضي النمسا الفيدرالية جزءًا من الدولة الألمانية الجديدة. 
خلال عام 1848، أصبح من الواضح أن الحكومة النمساوية لم تكن على استعداد للعيش مع عواقب الدولة الفيدرالية الألمانية. رفضت الجمعية الوطنية الألمانية قبول كل النمسا، لأن ذلك كان سيثقل كاهل الدولة الجديدة من نزاعات الجنسية في النمسا. كان الجزء الوحيد من النمسا الذي كان بالفعل منطقة فدرالية موضع ترحيب، حتى لو كان يضم أقلية عرقية كبيرة (التشيك). كان على بقية النمسا أن تكون منفصلة من حيث الدستور والحكومة والإدارة. سيكون الإمبراطور النمساوي هو رئيس الدولة لكلا الجزأين في اتحاد شخصي. 
رفضت النمسا هذا التقسيم لأراضي إمبراطوريتها: كان يخشى أن يكون الاتحاد الشخصي غير كافٍ للحفاظ على أجزاء النمسا معًا. في مارس 1849، أصدر الإمبراطور النمساوي دستورًا نمساويًا جديدًا عرف النمسا كدولة مركزية. بحلول ذلك الوقت، كانت الجمعية الوطنية الألمانية مقسمة بالفعل إلى «ألمانيا الكبرى» (الكاثوليك في كثير من الأحيان) و «ألمانيا الصغرى». أصبح الاتجاه الأخير في مارس 1849 الأغلبية. لقد صوت لصالح دستور ألماني ترك انضمام النمسا مفتوحًا، لكنه انتخب الملك البروسي ليكون إمبراطورًا ألمانيًا. 
رفض الملك البروسي قبول التاج الإمبراطوري في أبريل. ولكن على الفور، حاول توحيد ألمانيا بنفسه بمشروع أطلق عليه فيما بعد اسم «إرفورت يونيون». لم يكن من المفترض أن تصبح النمسا جزءًا من هذا الإصدار من ألمانيا الصغرى. حاول جوزيف فون رادويتز، مستشار الملك البروسي والقائد الفعلي للمشروع، ربط النمسا والاتحاد معًا في اتحاد كونفدرالي. رفضت النمسا هذه المحاولات وجعلت بروسيا تتخلى عن خططها في أواخر عام 1850. 

## التطور بعد عام 1850

ألمانيا منذ عام 1871: في أواخر عام 1870، انضمت الولايات الألمانية الجنوبية إلى اتحاد شمال ألمانيا الذي غير اسمه إلى Deutsches Reich. أصبحت «ألمانيا الصغرى» حقيقة واقعة.

ظلت النمسا جزءًا من الاتحاد الألماني الذي أعيد تأسيسه، بينما كانت بروسيا لا تزال تحاول تحسين موقعها داخل الاتحاد وحتى خططها للاتحاد. حوالي عام 1860، أصبحت المسألة الألمانية ديناميكيًا مرة أخرى. لقد خرجت النمسا من الضعف بسبب الحرب الإيطالية في العام السابق بينما سعت بروسيا إلى الحصول على موافقة الحركة الوطنية. تم تقديم العديد من المقترحات لإصلاح الاتحاد الألماني، وعلى الأخص عام 1863 في Frankfurter Fürstentag. في هذه اللحظة، كانت شبكات النخب السياسية في ألمانيا الصغرى منفصلة تمامًا عن الشبكات النمساوية. 
في أبريل ويونيو 1866، اقترحت بروسيا تحويل الاتحاد الألماني إلى دولة فيدرالية دون النمسا. رفضت بافاريا أن تصبح الشريك الأصغر لبروسيا في هذا المشروع. لكن بروسيا سعت إلى المواجهة مع النمسا التي كانت غير راغبة في قبول بروسيا على قدم المساواة داخل الاتحاد. انتهت الحرب النمساوية البروسية في صيف عام 1866 بانتصار بروسي وتفكك الاتحاد الألماني. 
بروسيا أنشأت دولة اتحادية في شمال ألمانيا، تسمى اتحاد شمال ألمانيا. في معاهدة السلام مع النمسا، وقبل ذلك مع فرنسا، وعدت بروسيا بعدم توسيع ولاية ألمانيا الشمالية لتشمل جنوب ألمانيا. 
النمسا لا تزال تحاول أن تكون لاعبا في المسألة الألمانية. في صيف عام 1870، اندلعت الحرب بين فرنسا والاتحاد الألماني الشمالي. كانت الولايات الألمانية الجنوبية موالية لاتفاقياتها العسكرية مع الشمال. لم تتجرأ النمسا على دعم فرنسا بسبب موقفها الضعيف بعد حرب عام 1866 وبسبب السكان الناطقين بالألمانية الذين يتعاطفون مع القضية الألمانية. أخيرًا، قبلت الحكومة النمساوية تطور وإنشاء ألمانيا الصغرى في ديسمبر 1870.

## الحواشي
1. ↑  Wolfram Siemann: Die deutsche Revolution von 1848/49. Suhrkamp Verlag, Frankfurt 1985, pp. 195-197.
2. ↑  Michael Kotulla: Deutsche Verfassungsgeschichte. Vom Alten Reich bis Weimar (1495–1934). Springer, Berlin 2008, p. 527.